# Cemboing
Cemboing är en kommun i departementet Haute-Saône i regionen Bourgogne-Franche-Comté i östra Frankrike. Kommunen ligger i kantonen Jussey som tillhör arrondissementet Vesoul. År 2022 hade Cemboing 168 invånare.

## Befolkningsutveckling
Antalet invånare i kommunen Cemboing
| Referens: INSEE |